# Флаг Эсватини
Государственный флаг Эсватини был принят 30 октября 1967 года. Представляет собой полотнище с пятью горизонтальными полосами; по порядку сверху — голубой, узкой жёлтой, широкой красной, узкой жёлтой и голубой. На центральной, красной полосе изображены два копья и посох, поверх них африканский щит Нгуни. Посох и щит украшены injobo — декоративными кисточками; изображённые на флаге injobo из птичьих перьев обозначают короля.
Каждый из цветов флага имеет определённое значение. Красный символизирует былые сражения и борьбу, голубой — мир и стабильность, жёлтый — природные ресурсы страны. Чёрно-белая раскраска щита символизирует мирное сосуществование чёрной и белой расы.

## Другие флаги

1894 — 6 июля 1902
Королевский флаг, с 1986 года